# Ваља Рошије (Караш-Северин)
Ваља Рошије (рум. Valea Roșie) насеље је у Румунији у округу Караш-Северин у општини Шопоту Ноу. Oпштина се налази на надморској висини од 498 m.

## Становништво
Према подацима из 2002. године у насељу је живело 77 становника, од којих су сви румунске националности.